# Acianthera translucida
Acianthera translucida é uma espécie de planta do gênero Acianthera e da família Orchidaceae.

## Taxonomia
A espécie foi descrita em 2004 por Carlyle A. Luer.
O seguinte sinônimo já foi catalogado:  
- Pleurothallis translucida  Barb.Rodr.

## Forma de vida
É uma espécie epífita e herbácea.

## Conservação
A espécie faz parte da Lista Vermelha das espécies ameaçadas do estado do Espírito Santo, no sudeste do Brasil. A lista foi publicada em 13 de junho de 2005 por intermédio do decreto estadual nº 1.499-R.

## Distribuição
A espécie é encontrada nos estados brasileiros de Espírito Santo, Rio de Janeiro, Santa Catarina e São Paulo.
Em termos ecológicos, é encontrada no domínio fitogeográfico de Mata Atlântica, em regiões com vegetação de floresta ombrófila pluvial.